# Erysiphe guarinonii
Erysiphe guarinonii är en svampart som först beskrevs av Briosi & Cavara, och fick sitt nu gällande namn av U. Braun & S. Takam. 2000. Erysiphe guarinonii ingår i släktet Erysiphe och familjen Erysiphaceae.   Inga underarter finns listade i Catalogue of Life.